# Junín (Sucre)
Pour les articles homonymes, voir Junin.
Junín est l'une des quatre paroisses civiles de la municipalité de Sucre dans l'État de Trujillo au Venezuela. Sa capitale est Junín.